# Liste der Stolpersteine in Mülheim an der Ruhr
Die Liste der Stolpersteine in Mülheim an der Ruhr enthält Stolpersteine, die im Rahmen des gleichnamigen Kunstprojekts von Gunter Demnig in Mülheim an der Ruhr verlegt wurden. Mit ihnen soll Opfern des Nationalsozialismus gedacht werden, die in Mülheim an der Ruhr lebten und wirkten.

## Liste der Stolpersteine
| Adresse                                                               | Verlegedatum  | Person(en)                   | Inschrift | Bild                                                     |
| --------------------------------------------------------------------- | ------------- | ---------------------------- | --- | -------------------------------------------------------- |
| Althofstraße 44a ·                                                    | 5. März 2008  | Maria Djuk                   | Hier wohnte Maria Djuk Jg. 1882 deportiert 27.10.1941 Lódz ??? für tot erklärt 8.5.1945                                                                               |                                                          |
| Althofstraße 48 ·                                                     | 11. Okt. 2007 | Bernhard Broccai             | Hier wohnte Bernhard Broccai Jg. 1880 verhaftet 1944 Sachsenhausen ermordet                                                                                           |                                                          |
| Althofstraße 48 ·                                                     | 31. Jan. 2017 | Heinrich Fallmann            | Hier wohnte Heinrich Fallmann Jg. 1900 'Schutzhaft’ 1938 Dachau Flucht 1939 Belgien 1940 Frankreich interniert Drancy deportiert 1942 ermordet in Auschwitz           |                                                          |
| Althofstraße 48 ·                                                     | 31. Jan. 2017 | Itta Fallmann                | Hier wohnte Itta Fallmann geb. Rumstein Jg. 1899 Flucht 1939 Belgien 1940 Frankreich Italien März 1945 Palästina                                                      |                                                          |
| Auerstraße 23 ·                                                       | 31. Jan. 2017 | Hermann Meyer                | Hier wohnte Hermann Meyer Jg. 1876 deportiert 1942 Izbica ermordet |                                                          |
| Auerstraße 23 ·                                                       | 31. Jan. 2017 | Sibilla Meyer                | Hier wohnte Sibilla Meyer geb. Jesse Jg. 1888 deportiert 1942 Izbica ermordet                                                                                         |                                                          |
| Auerstraße 23 ·                                                       | 31. Jan. 2017 | Hildegard Meyer              | Hier wohnte Hildegard Meyer Jg. 1907 deportiert 1942 Izbica ermordet                                                                                                  |                                                          |
| Auerstraße 23 ·                                                       | 31. Jan. 2017 | Kurt Meyer                   | Hier wohnte Kurt Meyer Jg. 1909 deportiert 1942 Izbica ermordet |                                                          |
| Auerstraße 23 ·                                                       | 31. Jan. 2017 | Hanna Meyer                  | Hier wohnte Hanna Meyer geb. Herz Jg. 1921 deportiert 1942 Izbica ermordet                                                                                            |                                                          |
| Auerstraße 59 ·                                                       | 9. Nov. 2010  | Benjamin Traub               | Hier wohnte Benjamin Traub Jg. 1914 eingewiesen 1931 Heilanstalt Bedburg-Hau ermordet 13.3.1941 'Heilanstalt’ Hadamar                                                 |                                                          |
| Bachstraße 21 ·                                                       | 7. Dez. 2009  | Hugo Carsch                  | Hier wohnte Hugo Carsch Jg. 1885 deportiert 1942 Auschwitz ermordet für tot erklärt                                                                                   |                                                          |
| Bachstraße 21 ·                                                       | 7. Dez. 2009  | Adele Carsch                 | Hier wohnte Adele Carsch Jg. 1896 deportiert 1941 Lódz ermordet für tot erklärt                                                                                       |                                                          |
| Bachstraße 21 ·                                                       | 7. Dez. 2009  | Jenny Carsch                 | Hier wohnte Jenny Carsch Jg. 1887 deportiert 1941 Lódz ermordet für tot erklärt                                                                                       |                                                          |
| Bachstraße 21 ·                                                       | 7. Dez. 2009  | Selma Carsch                 | Hier wohnte Selma Carsch Jg. 1894 deportiert 1941 Lódz ermordet für tot erklärt                                                                                       |                                                          |
| Bahnstraße 34a ·                                                      | 2. März 2010  | Julius Meyer                 | Hier wohnte Julius Meyer Jg. 1883 deportiert 1942 Theresienstadt ermordet für tot erklärt                                                                             |                                                          |
| Bahnstraße 34a ·                                                      | 2. März 2010  | Marianne Meyer               | Hier wohnte Marianne Meyer Geb. Klaber Jg. 1881 deportiert 1942 Theresienstadt ermordet 11.11.1942                                                                    |                                                          |
| Bahnstraße 34a ·                                                      | 2. März 2010  | Helga Meyer                  | Hier wohnte Helga Meyer Jg. 1899 Flucht Holland deportiert 1939 Buchenwald ermordet in Auschwitz                                                                      |                                                          |
| Bahnstraße 21 ·                                                       | 31. Jan. 2017 | Max Lucas                    | Hier wohnte Max Lucas Jg. 1858 deportiert 1942 Theresienstadt ermordet 18.10.1942                                                                                     |                                                          |
| Bahnstraße 21 ·                                                       | 31. Jan. 2017 | Betty Lucas                  | Hier wohnte Betty Lucas geb.May Jg. 1863 deportiert 1942 Theresienstadt ermordet 24.1.1943                                                                            |                                                          |
| Bahnstraße 21 ·                                                       | 31. Jan. 2017 | Ernst Jacob Lucas            | Hier wohnte Ernst Jacob Lucas Jg. 1891 Flucht 1933 Belgien mit Hilfe überlebt                                                                                         |                                                          |
| Bahnstraße 44 ·                                                       | 2. März 2010  | Martin Meyer                 | Hier wohnte Martin Meyer Jg. 1890 Flucht 1939 Luxemburg deportiert Auschwitz ermordet für tot erklärt                                                                 |                                                          |
| Bahnstraße 44 ·                                                       | 2. März 2010  | Hedwig Meyer                 | Hier wohnte Hedwig Meyer Jg. 1922 Flucht 1939 Luxemburg deportiert Auschwitz für tot erklärt                                                                          |                                                          |
| Bahnstraße 44 ·                                                       | 18. Dez. 2004 | Ursula Meyer                 | Hier wohnte Ursula Meyer Geb. Kaufmann Jg. 1891 Flucht 1939 Luxemburg deportiert Auschwitz ermordet für tot erklärt                                                   |                                                          |
| Bahnstraße 44 ·                                                       | 8. Mai 2014   | Juliane Loewenthal           | Hier wohnte Juliane Loewenthal geb. Feist Jg. 1859 Deportiert 1942 Theresienstadt ermordet in Auschwitz                                                               |                                                          |
| Bahnstraße 44 ·                                                       | 8. Mai 2014   | Johanna Loewenthal           | Hier wohnte Johanna Loewenthal Jg. 1888 Deportiert 1942 Theresienstadt ermordet in Auschwitz                                                                          |                                                          |
| Bahnstraße 44 ·                                                       | 8. Mai 2014   | Elfriede Loewenthal          | Hier wohnte Elfriede Loewenthal Jg. 1895 Deportiert 1942 Theresienstadt ermordet in Auschwitz                                                                         |                                                          |
| Bismarckstraße 31 ·                                                   | 11. Okt. 2007 | Arthur Brocke                | Hier wohnte Arthur Brocke Jg. 1884 Berufsverbot August 1933 Flucht in den Tod 18.9.1933                                                                               |                                                          |
| Blötter Weg 183 ·                                                     | 5. März 2008  | Hans Klapper                 | Hier wohnte Hans Klapper Jg. 1904 verhaftet 29.1.1943 Strafbataillon 999 tot 1945 in Sarajewo                                                                         |                                                          |
| Bonnstraße 14 ·                                                       | 2. Apr. 2009  | Paul Meister                 | Hier wohnte Paul Meister Jg. 1881 'Schutzhaft’ 1933 verhaftet 1935 und 1944 KZ Flossenbürg tot 25.4.1945                                                              |                                                          |
| Bülowstraße 198 ·                                                     | 5. Dez. 2008  | Wilhelm Bross                | Hier wohnte Wilhelm Bross Jg. 1886 verhaftet 1943 Dachau ermordet 18.4.1944                                                                                           |                                                          |
| Bürgerstraße 3 ·                                                      | 5. Dez. 2008  | Betty Brender                | Hier wohnte Betty Brender geb. Pauker Jg. 1885 deportiert 1941 Lodz ermordet in Auschwitz                                                                             |                                                          |
| Bürgerstraße 3 ·                                                      | 5. Dez. 2008  | Emanuel Brender              | Hier wohnte Emanuel Brender Jg. 1885 deportiert 1941 Lodz ermordet |                                                          |
| Delle 29 ·                                                            | 8. Mai 2014   | Bettina Arnfeld              | Hier wohnte Bettina Arnfeld geb.Seligmann Jg. 1875 deportiert 1942 Theresienstadt ermordet 23.1.1943                                                                  |                                                          |
| Dickswall · (vormals Bachstraße 47) ·                                 | 7. Dez. 2009  | Karl Briel                   | Hier wohnte Karl Briel Jg. 1900 verhaftet 1945 Polizeigefängnis für tot erklärt                                                                                       |                                                          |
| Dickswall · (vormals Bachstraße 48) ·                                 | 24. Mai 2019  | André Mercier                | Hier wohnte André Mercier Jg. 1917 Zwangsarbeiter verhaftet 5.4.1945 Gefängnis Mülheim Auffanglager Phoenix Dortmund-Hörde Erschossen April 1945 Rombergpark          |                                                          |
| Dickswall 12 ·                                                        | 18. Mai 2018  | Johanna Richter              | Hier wohnte Johanna Richter geb. Meier Jg. 1887 deportiert 1942 Theresienstadt befreit                                                                                |                                                          |
| Dickswall 88 ·                                                        | 18. Mai 2018  | Rosa Busch                   | Hier wohnte Rosa Busch geb. Meier Jg. 1885 verhaftet 1944 Zwangsarbeiterlager Minkwitz/Sachsen befreit                                                                |                                                          |
| Dohne 25 ·                                                            | 2. März 2010  | Hermann Stachelhaus          | Hier wohnte Hermann Stachelhaus Jg. 1893 verhaftet 1934 'Hochverrat' Gefängnis Elberfeld Emslandlager tot an Haftfolgen 7.3.1937                                      |                                                          |
| Duisburger Straße 83 ·                                                | 2. Apr. 2009  | Adolf Kaufmann               | Hier wohnte Adolf Kaufmann Jg. 1893 deportiert 1941 ermordet in Lodz                                                                                                  |                                                          |
| Duisburger Straße 83 ·                                                | 2. Apr. 2009  | Johanna Kaufmann             | Hier wohnte Johanna Kaufmann geb. Levy Jg. 1894 deportiert 1941 ermordet in Lodz                                                                                      |                                                          |
| Duisburger Straße 87 ·                                                | 2. Okt. 2015  | Julius Meyer                 | Hier wohnte Julius Meyer Jg. 1881 deportiert 1941 Riga ermordet |                                                          |
| Duisburger Straße 87 ·                                                | 2. Okt. 2015  | Rosa Meyer                   | Hier wohnte Rosa Meyer geb. Salberg Jg. 1879 deportiert 1941 Riga ermordet                                                                                            |                                                          |
| Duisburger Straße 87 ·                                                | 2. Okt. 2015  | Alfred Meyer                 | Hier wohnte Alfred Meyer Jg. 1909 verzogen / Heirat 1936 Essen deportiert 1943 ermordet in Auschwitz                                                                  |                                                          |
| Duisburger Straße 87 ·                                                | 2. Okt. 2015  | Else Meyer                   | Hier wohnte Else Meyer Jg. 1911 deportiert 1941 Riga ermordet |                                                          |
| Duisburger Straße 87 ·                                                | 2. Okt. 2015  | Hermann Meyer                | Hier wohnte Hermann Meyer Jg. 1913 Flucht 1936 Palästina |                                                          |
| Duisburger Straße 87 ·                                                | 18. Dez. 2004 | Max Sass                     | Hier wohnte Max Sass Jg. 1919 Flucht 1941 Riga ermordet 3.1.1945 in Dachau                                                                                            |                                                          |
| Duisburger Straße 87 ·                                                | 5. Dez. 2008  | Karl Sass                    | Hier wohnte Karl Sass Jg. 1881 deportiert 1941 Riga ermordet |                                                          |
| Duisburger Straße 87 ·                                                | 5. Dez. 2008  | Regina Rosa Sass             | Hier wohnte Regina Rosa Sass geb. Schwarz Jg. 1884 deportiert 1941 Riga ermordet                                                                                      |                                                          |
| Duisburger Straße 87 ·                                                | 5. Dez. 2008  | Hannelore Sass               | Hier wohnte Hannelore Sass Jg. 1927 deportiert 1941 Riga ermordet |                                                          |
| Dümptener Straße 17 ·                                                 | 11. Okt. 2007 | Wilhelm Müller               | Hier wohnte Wilhelm Müller Jg. 1890 verhaftet 23.8.1944 KZ Neuengamme ermordet 16.11.1944                                                                             |                                                          |
| Düsseldorfer Straße 16 ·                                              | 2. März 2010  | Rosalie Jacobs               | Hier wohnte Rosalie Jakobs geb. Leffmann Jg. 1867 deportiert 1942 Theresienstadt ermordet 29.12.1942                                                                  |                                                          |
| Düsseldorfer Straße 16 ·                                              | 2. März 2010  | Albert Leffmann              | Hier wohnte Albert Leffmann Jg. 1907 deportiert Bergen-Belsen ermordet für tot erklärt                                                                                |                                                          |
| Düsseldorfer Straße 16 ·                                              | 2. März 2010  | Berta Leffmann               | Hier wohnte Berta Leffmann geb. Köffler Jg. 1916 deportiert Auschwitz ermordet für tot erklärt                                                                        |                                                          |
| Düsseldorfer Straße 16 ·                                              | 2. März 2010  | Eduart Leffmann              | Hier wohnte Eduard Leffmann Jg. 1879 deportiert 1942 Auschwitz ermordet für tot erklärt                                                                               |                                                          |
| Düsseldorfer Straße 16 ·                                              | 2. März 2010  | Louis Leffmann               | Hier wohnte Louis Leffmann Jg. 1869 deportiert 1942 Theresienstadt ermordet für tot erklärt                                                                           |                                                          |
| Düsseldorfer Straße 36 ·                                              | 2. März 2010  | Otto Müller                  | Hier wohnte Otto Müller Jg. 1922 eingewiesen 1943 Nervenheilanstalt Meseritz-Obrawalde ermordet 29.3.1943                                                             |                                                          |
| Düsseldorfer Straße 38 ·                                              | 2. Apr. 2009  | Anna Lehnkering              | Hier wohnte Anna Lehnkering Jg. 1915 eingewiesen 1940 ermordet 1940 in 'Heilanstalt’ Grafeneck                                                                        |                                                          |
| Düsseldorfer Straße 58 ·                                              | 5. März 2008  | Johannes vom Bruch           | Hier wohnte Johannes vom Bruch Jg. 1919 verhaftet 17.4.1943 Buchenwald tot 23.12.1944                                                                                 |                                                          |
| Düsseldorfer Straße 113 ·                                             | 22. März 2013 | Josef Phillips               | Hier wohnte Josef Philipps Jg. 1859 deportiert 1942 Theresienstadt ermordet 14.9.1942                                                                                 |                                                          |
| Düsseldorfer Straße 113 ·                                             | 22. März 2013 | Karoline Phillips            | Hier wohnte Karoline Philipps geb. Bönninger Jg. 1862 deportiert 1942 Theresienstadt ermordet 30.7.1942                                                               |                                                          |
| Eppinghofer Straße 74 ·                                               | 8. Mai 2014   | Melach, genannt Max Bergmann | Hier wohnte Melach Bergmann Jg. 1878 Flucht 1934 Holland interniert Westerbork deportiert 1943 Sobibor ermordet 16.4.1943                                             |                                                          |
| Eppinghofer Straße 80 ·                                               | 24. Mai 2019  | Katharina Sandmann           | Hier wohnte Katharina Sandmann Jg. 1900 eingewiesen 1936 Heilanstalt Bedburg-Hau 'verlegt' 2.4.1940 Grafeneck ermordet 2.4.1940 'Aktion T4'                           |                                                          |
| Eppinghofer Straße 83 ·                                               | 7. Dez. 2009  | Aron Katz                    | Hier wohnte Aron Katz Jg. 1890 deportiert 1942 Auschwitz ermordet für tot erklärt                                                                                     |                                                          |
| Eppinghofer Straße 83 ·                                               | 7. Dez. 2009  | Rosa Katz                    | Hier wohnte Rosa Katz Geb. Levy Jg. 1891 deportiert 1942 Izbica ermordet für tot erklärt                                                                              |                                                          |
| Eppinghofer Straße 83 ·                                               | 7. Dez. 2009  | Simon Katz                   | Hier wohnte Simon Katz Jg. 1927 deportiert 1942 Auschwitz ermordet für tot erklärt                                                                                    |                                                          |
| Eppinghofer Straße 83 ·                                               | 7. Dez. 2009  | Walter Katz                  | Hier wohnte Walter Katz Jg. 1923 deportiert 1942 Auschwitz ermordet für tot erklärt                                                                                   |                                                          |
| Eppinghofer Straße 83 ·                                               | 7. Dez. 2009  | Juliane Tobias               | Hier wohnte Juliane Tobias Jg. 1886 deportiert 1941 Riga ermordet für tot erklärt                                                                                     |                                                          |
| Eppinghofer Straße 85 ·                                               | 18. Mai 2018  | Dr. Arkady Genkin            | Hier wohnte Dr. Arkady Genkin Jg. 1892 Flucht 1938 Holland mit Hilfe überlebt                                                                                         |                                                          |
| Eppinghofer Straße 85 ·                                               | 18. Mai 2018  | Maria Genkin                 | Hier wohnte Maria Genkin geb. Haunerland Jg. 1884 Flucht 1938 Holland mit Hilfe überlebt                                                                              |                                                          |
| Eppinghofer Straße 133 ·                                              | 9. Nov. 2010  | Joseph Hirsch                | Hier wohnte Joseph Hirsch Jg. 1887 Flucht 1937 Holland interniert Westerbork deportiert 1942 Theresienstadt ermordet 10.3.1944                                        |                                                          |
| Eppinghofer Straße 133 ·                                              | 9. Nov. 2010  | Else Hirsch                  | Hier wohnte Else Hirsch Geb. Meier Jg. 1894 deportiert 1942 Theresienstadt Auschwitz ermordet                                                                         |                                                          |
| Eppinghofer Straße 133 ·                                              | 18. Dez. 2004 | Gerhard Hirsch               | Hier wohnte Gerhard Hirsch Jg. 1924 Flucht 1939 Holland deportiert Auschwitz ??? für tot erklärt                                                                      |                                                          |
| Eppinghofer Straße 134 ·                                              | 24. Mai 2019  | Arthur Rosenbaum             | Hier wohnte Arthur Rosenbaum Jg. 1892 im Widerstand / KPD mehrfach verhaftet Flucht 1939 Belgien interniert Drancy deportiert 1942 ermordet in Auschwitz              |                                                          |
| Eppinghofer Straße 134 ·                                              | 24. Mai 2019  | Mathilde Rosenbaum           | Hier wohnte Mathilde Rosenbaum geb. Lindemann Jg. 1899 Flucht 1939 Belgien mit Hilfe überlebt                                                                         |                                                          |
| Falkstraße 17 ·                                                       | 5. Dez. 2008  | Eleonore Kaiser              | Hier wohnte Eleonore Kaiser Geb. Mond Jg. 1882 deportiert 1942 Theresienstadt Auschwitz ermordet 9.10.1944                                                            |                                                          |
| Friedrichstraße 9 ·                                                   | 5. Dez. 2008  | Samuel Brav                  | Hier wohnte Adolf Samuel Brav Jg. 1890 deportiert 1941 Lodz ermordet                                                                                                  |                                                          |
| Friedrichstraße 9 ·                                                   | 5. Dez. 2008  | Sally Brav                   | Hier wohnte Sally Brav geb. Chaim Jg. 1889 deportiert 1941 Lodz ermordet                                                                                              |                                                          |
| Friedrichstraße 9 ·                                                   | 5. Dez. 2008  | Regina Brav                  | Hier wohnte Regina Brav Jg. 1927 deportiert 1941 Lodz ermordet |                                                          |
| Friedrichstraße 9 ·                                                   | 5. Dez. 2008  | Hermann Meynen               | Hier wohnte Hermann Meynen Jg. 1895 verhaftet 1942 Zuchthaus Amberg tot 5.4.1944                                                                                      |                                                          |
| Friedrichstraße 10 ·                                                  | 2. März 2010  | Sybilla Haber                | Hier wohnte Sybilla Haber Jg. 1896 Flucht 1936 Holland interniert Westerbork Deportiert Auschwitz ermordet für tot erklärt                                            |                                                          |
| Friedrich-Ebert-Straße 70 · (vormals Charlottenstraße 11) ·           | 11. Okt. 2007 | Louis Lucas                  | Hier wohnte Louis Lucas Jg. 1872 deportiert 1942 ermordet 1943 in Theresienstadt                                                                                      |                                                          |
| Friedrich-Ebert-Straße 70 · (vormals Charlottenstraße 11) ·           | 11. Okt. 2007 | Julie Lucas                  | Hier wohnte Julie Lucas Geb. Servos Jg. 1892 deportiert 1942 Theresienstadt ermordet in Auschwitz                                                                     |                                                          |
| Friedrich-Ebert-Straße 72 · (vormals Charlottenstraße 11) ·           | 5. März 2008  | Siegmund Servos              | Hier wohnte Siegmund Servos Jg. 1881 deportiert 1942 ermordet 1943 in Theresienstadt                                                                                  |                                                          |
| Friedrich-Ebert-Straße 72 · (vormals Charlottenstraße 11) ·           | 5. März 2008  | Betty Servos                 | Hier wohnte Betty Servos Jg. 1899 ermordet in Riga |                                                          |
| Friedrich-Ebert-Straße 73 · (vormals Hindenburgstraße) ·              | 4. Mai 2022   | Lina Kann                    | Hier wohnte Lina Kann, geb. Elias Jg. 1883 Flucht 1939 Argentinien | Stolpersteine Familie Kann & Gutmann Mülheim An der Ruhr |
| Friedrich-Ebert-Straße 73 · (vormals Hindenburgstraße) ·              | 4. Mai 2022   | Jeanette Gutmann             | Hier wohnte Jeannette Gutmann geb. Kann Jg. 1888 deportiert 1942 Transit-Ghetto Izbica ermordet                                                                       | Stolpersteine Familie Kann & Gutmann Mülheim An der Ruhr |
| Friedrich-Ebert-Straße 73 · (vormals Hindenburgstraße) ·              | 4. Mai 2022   | Hans-Josef Gutmann           | Hier wohnte Hans-Josef Gutmann Jg. 1922 deportiert 1942 Transit-Ghetto Izbica ermordet                                                                                | Stolpersteine Familie Kann & Gutmann Mülheim An der Ruhr |
| Friedrich-Ebert-Straße 73 · (vormals Hindenburgstraße) ·              | 4. Mai 2022   | Fritz Gutmann                | Hier wohnte Fritz Gutmann Frank Goodman Jg. 1924 mit Hilfe Flucht 1934 Schottland                                                                                     | Stolpersteine Familie Kann & Gutmann Mülheim An der Ruhr |
| Friedrich-Ebert-Straße 73 · (vormals Hindenburgstraße) ·              | 4. Mai 2022   | Kurt Gutmann                 | Hier wohnte Kurt Gutmann Jg. 1927 mit Hilfe Flucht 1939 Schottland | Stolpersteine Familie Kann & Gutmann Mülheim An der Ruhr |
| Friedrich-Ebert-Straße 76 ·                                           | 22. März 2013 | Fritz Bleiweiß               | Hier wohnte Fritz Bleiweiß Jg. 1873 Flucht 1933 Holland deportiert 1943 ermordet in Auschwitz                                                                         |                                                          |
| Friedrich-Ebert-Straße 76 ·                                           | 22. März 2013 | Helene Bleiweiß              | Hier wohnte Helene Bleiweiß Geb. Spieldoc Jg. 1884 Flucht 1933 Holland interniert Westerbork tot 1944                                                                 |                                                          |
| Friedrich-Ebert-Straße 78 ·                                           | 11. Okt. 2007 | Hedwig Heimann               | Hier wohnte Hedwig Heimann Jg. 1877 deportiert 1942 tot in Theresienstadt                                                                                             |                                                          |
| Friedrich-Ebert-Straße 78 ·                                           | 11. Okt. 2007 | Selma Heimann                | Hier wohnte Selma Heimann Jg. 1877 deportiert 1942 tot in Theresienstadt                                                                                              |                                                          |
| Friedrich-Ebert-Straße 92 ·                                           | 7. Dez. 2009  | Rudolf Mintgens              | Hier wohnte Rudolf Mintgens Jg. 1903 verhaftet 1936 'Hochverrat' 1943 Strafbataillon 999 erschossen 1944 in Griechenland                                              |                                                          |
| Friedrich-Ebert-Straße 132 ·                                          | 18. Mai 2018  | Otto Rosenbaum               | Hier wohnte Otto Rosenbaum Jg. 1894 im Widerstand / KPD 'Schutzhaft' 1933 Zuchthaus Anrath verhaftet 22.6.1938 Sachsenhausen 1942 Gross-Rosen ermordet 25.3.1942      |                                                          |
| Friedrich-Ebert-Straße 132 ·                                          | 18. Mai 2018  | Helmut Rosenbaum             | Hier wohnte Helmut Rosenbaum Jg. 1914 verhaftet 22.6.1938 Sachsenhausen entlassen 1939 Zwangsarbeit Organisation Todt Lager Brilon-Wald befreit                       |                                                          |
| Friedrich-Ebert-Straße 140 ·                                          | 5. März 2008  | Johann Kaiser                | Hier wohnte Johann Kaiser Jg. 1888 deportiert 28.9.1944 KZ Flossenbürg tot 19.1.1945 in Mauthausen                                                                    |                                                          |
| Georgstraße 24 ·                                                      | 18. Dez. 2004 | Fritz Cohn                   | Hier wohnte Fritz Cohn Jg. 1919 deportiert 1944 Auschwitz ??? für tot erklärt                                                                                         |                                                          |
| Georgstraße 30 ·                                                      | 31. Jan. 2017 | Hugo Meyer                   | Hier wohnte Hugo Meyer Jg. 1891 deportiert 1942 Izbica ermordet |                                                          |
| Georgstraße 30 ·                                                      | 31. Jan. 2017 | Malchen Meyer                | Hier wohnte Malchen Meyer geb. Katz Jg. 1896 deportiert 1942 Izbica ermordet                                                                                          |                                                          |
| Georgstraße 30 ·                                                      | 31. Jan. 2017 | Martin Meyer                 | Hier wohnte Martin Meyer Jg. 1921 deportiert 1942 Izbica ermordet |                                                          |
| Georgstraße 30 ·                                                      | 31. Jan. 2017 | Karola Meyer                 | Hier wohnte Karola Meyer Jg. 1924 Flucht 1939 Belgien interniert Mechelen deportiert 1943 ermordet in Auschwitz                                                       |                                                          |
| Hans-Böckler-Platz · (vormals Köhle 16) ·                             | 2. März 2010  | Abraham Meyer                | Hier wohnte Abraham Meyer Jg. 1863 deportiert 1942 Theresienstadt ermordet 31.10.1942                                                                                 |                                                          |
| Hans-Böckler-Platz · (vormals Köhle 16) ·                             | 2. März 2010  | Karoline Meyer               | Hier wohnte Karoline Meyer Geb. Winter Jg. 1864 deportiert 1942 Theresienstadt ermordet 31.10.1942                                                                    |                                                          |
| Hans-Böckler-Platz · (vormals Köhle 16) ·                             | 2. März 2010  | Josef Meyer                  | Hier wohnte Josef Meyer Jg. 1903 deportiert 1942 Auschwitz ermordet für tot erklärt                                                                                   |                                                          |
| Hans-Böckler-Platz · (vormals Köhle 16) ·                             | 2. März 2010  | Frieda Meyer                 | Hier wohnte Frieda Meyer Geb. Baum Jg. 1914 deportiert 1942 Auschwitz ermordet für tot erklärt                                                                        |                                                          |
| Hans-Böckler-Platz · (vormals Köhle 16) ·                             | 2. März 2010  | Judith Meyer                 | Hier wohnte Judith Meyer Jg. 1940 deportiert 1942 Auschwitz ermordet für tot erklärt                                                                                  |                                                          |
| Heelweg 2 ·                                                           | 31. Jan. 2017 | Helene Brinkmann             | Hier wohnte Helene Brinkmann geb. Meier Jg. 1886 verhaftet 1944 Zwangsarbeit Lager Minkwitz / Sachsen befreit                                                         |                                                          |
| Kohlenkamp 8 ·                                                        | 18. Dez. 2004 | Helene Hirsch                | Hier wohnte Helene Hirsch Jg. 1921 Flucht 1938 Holland deportiert 1942 Auschwitz ??? für tot erklärt                                                                  |                                                          |
| Kohlenkamp 8 ·                                                        | 11. Okt. 2007 | Eva Hirsch                   | Hier wohnte Eva Hirsch Jg. 1925 Flucht 1933 Holland deportiert 1942 Auschwitz ermordet 30.8.1942                                                                      |                                                          |
| Kohlenkamp 8 ·                                                        | 9. Nov. 2010  | Julius Hirsch                | Hier wohnte Julius Hirsch Jg. 1875 deportiert 1942 Theresienstadt ermordet 8.6.1943                                                                                   |                                                          |
| Kohlenkamp 8 ·                                                        | 9. Nov. 2010  | Henriette Hirsch             | Hier wohnte Henriette Hirsch Geb. Marcuse Jg. 1882 deportiert 1942 Theresienstadt Auschwitz ermordet                                                                  |                                                          |
| Kohlenkamp 34 ·                                                       | 22. März 2013 | Antonie Kox                  | Hier wohnte Antonie Kox geb. Rosenbaum Jg. 1891 deportiert 1941 Riga ermordet 15.3.1945                                                                               |                                                          |
| Kreuzstraße 70 ·                                                      |               | Jakob Frosch                 | Hier wohnte Jakob Frosch Jg. 1900 deportiert 1942 ermordet Sept. 1943 in Theresienstadt                                                                               |                                                          |
| Landsberger Straße 54 ·                                               | 8. Mai 2014   | Fritz von der Bey            | Voßbeckstraße 152 wohnte Fritz von der Bey Jg. 1932 eingewiesen 1941 Rhein. Landesklinik Bonn ‘verlegt’ 3.11.1943 Hadamar ermordet 4.11.1943 Aktion T4                |                                                          |
| Leineweberstraße 47 ·                                                 | 22. März 2013 | Sophie Marx                  | Hier wohnte Sophie Marx Jg. 1875 deportiert 1942 Izbica ermordet |                                                          |
| Leineweberstraße 47 ·                                                 | 22. März 2013 | Jenny Marx                   | Hier wohnte Jenny Marx Jg. 1879 deportiert 1942 Izbica ermordet |                                                          |
| Leineweberstraße 47 ·                                                 | 4. Mai 2022   | Richard Meyer                | Hier wohnte Richard Meyer Jg. 1904 deportiert 1942 Izbica ermordet | Stolperstein für Richard Meyer Mülheim an der Ruhr       |
| Leineweberstraße 47 ·                                                 | 4. Mai 2022   | Erna Meyer                   | Hier wohnte Erna Meyer geb. Nolden Jg. 1905 deportiert 1942 Izbica ermordet                                                                                           | Stolperstein für Erna Meyer Mülheim an der Ruhr          |
| Leineweberstraße 86 ·                                                 | 31. Jan. 2017 | Ernst Rosenthal              | Hier wohnte Ernst Rosenthal Jg.1889 Flucht 1933 Holland interniert Westerbork deportiert 1943 Auschwitz ermordet 17.9.1944                                            |                                                          |
| Leineweberstraße 86 ·                                                 | 31. Jan. 2017 | Heinz Rosenthal              | Hier wohnte Heinz Rosenthal Jg.1889 Flucht 1933 Holland interniert Westerbork deportiert 1943 Auschwitz ermordet 17.9.1944                                            |                                                          |
| Leineweberstraße 86 ·                                                 | 31. Jan. 2017 | Elise Rosenthal              | Hier wohnte Elise Rosenthal geb. Jacobs Jg.1889 Flucht 1933 Holland interniert Westerbork deportiert 1943 Auschwitz ermordet 17.9.1944                                |                                                          |
| Liebigstraße 27 ·                                                     | 2. Apr. 2009  | Johann Hörstgen              | Hier wohnte Johann Hörstgen Jg. 1908 verhaftet 1936 und 1937 1942 Zuchthaus Brandenburg ermordet 14.8.1944                                                            |                                                          |
| Löhstraße 53 ·                                                        | 7. Dez. 2009  | Karl Jonas                   | Hier wohnte Karl Jonas Jg. 1870 Flucht Holland ??? für tot erklärt |                                                          |
| Löhstraße 53 ·                                                        | 7. Dez. 2009  | Martha Jonas                 | Hier wohnte Martha Jonas geb. Cahn Jg. 1870 Flucht Holland ??? für tot erklärt                                                                                        |                                                          |
| Löhstraße 53 ·                                                        | 7. Dez. 2009  | Gutmann Plachschinski        | Hier wohnte Gutmann Plachschinski Jg. 1873 deportiert 1942 Theresienstadt ermordet für tot erklärt                                                                    |                                                          |
| Löhstraße 53 ·                                                        | 7. Dez. 2009  | Agnes Plachschinski          | Hier wohnte Agnes Plachschinski geb. Dahlheim Jg. 1875 deportiert 1942 Theresienstadt ermordet für tot erklärt                                                        |                                                          |
| Luisental 11 ·                                                        | 11. Okt. 2007 | Günther Smend                | Hier wohnte Günther Smend Jg. 1912 verhaftet 1.8.1944 'Hochverrat' hingerichtet 8.9.1944 Berlin-Plötzensee                                                            |                                                          |
| Mellinghofer Straße 56 ·                                              | 8. Mai 2014   | Elfriede Loewenthal          | Hier lehrte Elfriede Loewenthal Jg. 1895 deportiert 1942 Theresienstadt ermordet in Auschwitz                                                                         |                                                          |
| Mendener Straße 26 ·                                                  | 5. März 2008  | Peter Dreis                  | Hier wohnte Peter Dreis Jg. 1878 verhaftet Aug.1944 Gefängnis Duisburg tot 9.11.1944                                                                                  |                                                          |
| Muhrenkamp 26 ·                                                       | 18. Mai 2018  | Dr. Arkady Genkin            | Hier praktizierte Dr. Arkady Genkin Jg. 1892 Flucht 1938 Holland mit Hilfe überlebt                                                                                   |                                                          |
| Mühlenstraße 128 ·                                                    | 2. März 2010  | Hermann Piorunnek            | Hier wohnte Hermann Piorunnek Jg. 1889 denunziert verhaftet 2.4.1944 Zuchthaus Oberems tot 31.3.1945                                                                  |                                                          |
| Oberhausener Straße 96 ·                                              | 5. März 2008  | Paul Gross                   | Hier wohnte Paul Gross Jg. 1908 verhaftet 1943 wegen Wehrkraftzersetzung Zuchthaus Brandenburg hingerichtet 9.8.1943                                                  |                                                          |
| Pettenkoferstraße 2 ·                                                 | 14. Mai 2019  | Johann Adelhütte             | Hier wohnte Johann Adelhütte Jg. 1905 im Widerstand / KPD verhaftet 1934 Aschendorfer Moor Zuchthaus Fuhlsbüttel entlassen Nov. 1940 1943 Strafbataillon 999 überlebt |                                                          |
| Prinzeß-Luise-Straße 108 · (verlegt aus technischen Gründen an 100) · | 5. März 2008  | Paul Weseler                 | Hier wohnte Paul Weseler Jg. 1901 verhaftet 1943 Zuchthaus Brandenburg hingerichtet 11.8.1944                                                                         |                                                          |
| Rheinische Straße 12 · (vormals Charlottenstraße 11) ·                | 2. Apr. 2009  | Hermann Haber                | Hier wohnte Hermann Haber Jg. 1885 deportiert 1941 ermordet 1942 in Auschwitz                                                                                         |                                                          |
| Rheinische Straße 12 · (vormals Charlottenstraße 11) ·                | 2. Apr. 2009  | Hildegard Haber              | Charlottenstr. 11 wohnte Hildegard Haber Geb. Meyer Jg. 1901 deportiert 1941 ermordet 1942 in Auschwitz                                                               |                                                          |
| Rosenkamp 29 ·                                                        | 5. Dez. 2008  | Leopold Rosenbaum            | Hier wohnte Leopold Rosenbaum Jg. 1884 deportiert 1942 Izbica ermordet in Auschwitz                                                                                   |                                                          |
| Rosenkamp 29 ·                                                        | 5. Dez. 2008  | Fanny Rosenbaum              | Hier wohnte Fanny Rosenbaum geb. Meyer Jg. 1890 deportiert 1942 Izbica ermordet in Auschwitz                                                                          |                                                          |
| Rosenkamp 29 ·                                                        | 5. Dez. 2008  | Walter Rosenbaum             | Hier wohnte Walter Rosenbaum Jg. 1920 deportiert 1942 Izbica ermordet in Auschwitz                                                                                    |                                                          |
| Rosenkamp 29 ·                                                        | 5. Dez. 2008  | Hans Rosenbaum               | Hier wohnte Hans Rosenbaum Jg. 1924 deportiert 1942 Izbica ermordet in Auschwitz                                                                                      |                                                          |
| Sandstraße 64 ·                                                       | 2. März 2010  | Otto Weiß                    | Hier wohnte Dr. Otto Weiss Jg. 1902 verhaftet Aug. 1943 'Fahnenflucht' Zuchthaus Brandenburg ermordet 20.3.1944                                                       |                                                          |
| Scharpenberg 42 ·                                                     | 2. März 2010  | Johanna Wolf                 | Hier wohnte Johanna Wolf geb. Lucas Jg. 1858 deportiert 1942 Theresienstadt ermordet 1.9.1942                                                                         |                                                          |
| Scharpenberg 42 ·                                                     | 2. März 2010  | Walter Kempenich             | Hier wohnte Walter Kempenich Jg. 1883 deportiert 1942 Auschwitz ermordet für tot erklärt                                                                              |                                                          |
| Scharpenberg 42 ·                                                     | 2. März 2010  | Bertha Kempenich             | Hier wohnte Bertha Kempenich geb. Wolf Jg. 1887 deportiert 1942 Auschwitz ermordet für tot erklärt                                                                    |                                                          |
| Scharpenberg 42 ·                                                     | 2. März 2010  | Hermine Pollmeier            | Hier wohnte Hermine Pollmeier geb. Wolf Jg. 1884 deportiert 1942 Auschwitz ermordet für tot erklärt                                                                   |                                                          |
| Scharpenberg 42 ·                                                     | 18. Dez. 2004 | Günter Pollmeier             | Hier wohnte Günter Pollmeier Jg. 1884 deportiert 1942 Auschwitz ??? für tot erklärt                                                                                   |                                                          |
| Schwerinstraße 52 ·                                                   | 31. Jan. 2017 | Albert Salomon Moses         | Hier wohnte Albert Salomon Moses Jg. 1880 deportiert 1941 Lodz / Litzmannstadt ermordet 27.6.1944 Chelmno / Kulmhof                                                   |                                                          |
| Steiler Weg 19 ·                                                      | 22. März 2013 | Henny Schröter               | Hier wohnte Henny Schröter geb. Pollak Jg. 1893 verhaftet 1944 Ravensbrück ermordet 12.2.1945                                                                         |                                                          |
| Steinkampstraße 16 ·                                                  | 24. Mai 2019  | Sara Philipps                | Hier wohnte Sara Philipps Jg. 1877 deportiert 1942 Theresienstadt ermordet in Treblinka                                                                               |                                                          |
| Tersteegenstraße 2 ·                                                  | 5. März 2008  | Otto Kaminski                | Hier wohnte Otto Kaminski Jg. 1888 verhaftet 5.10.1944 Sachsenhausen tot 24.4.1945 in Mauthausen                                                                      |                                                          |
| Theodor-Heuss-Platz ·                                                 | 7. Dez. 2009  | Wilhelm Jägers               | Vorsterstrasse 5 wohnte Wilhelm Jaegers Jg. 1894 deportiert 1941 Riga ermordet für tot erklärt                                                                        |                                                          |
| Theodor-Heuss-Platz ·                                                 | 7. Dez. 2009  | Regina Jägers                | Vorsterstrasse 5 wohnte Regina Jaegers geb. Böninger Jg. 1895 deportiert 1941 Riga ermordet für tot erklärt                                                           |                                                          |
| Theodor-Heuss-Platz ·                                                 | 7. Dez. 2009  | Günther Jägers               | Vorsterstrasse 5 wohnte Günther Jaegers Jg. 1926 deportiert 1941 Riga ermordet für tot erklärt                                                                        |                                                          |
| Theodor-Heuss-Platz ·                                                 | 7. Dez. 2009  | Rolf Jägers                  | Vorsterstrasse 5 wohnte Rolf Jaegers Jg. 1937 deportiert 1941 Riga ermordet für tot erklärt                                                                           |                                                          |
| Theodor-Heuss-Platz ·                                                 | 7. Dez. 2009  | Erich Heinz Jägers           | Vorsterstrasse 5 wohnte Erich Heinz Jaegers Jg. 1920 deportiert 1941 Riga ermordet für tot erklärt                                                                    |                                                          |
| Theodor-Heuss-Platz ·                                                 | 24. Mai 2019  | Gustav Kaufmann              | Vorsterstrasse 5 wohnte Gustav Kaufmann Jg. 1884 'Schutzhaft' 1938 Dachau deportiert 1942 Izbica ermordet                                                             |                                                          |
| Theodor-Heuss-Platz ·                                                 | 24. Mai 2019  | Julia Kaufmann               | Vorsterstrasse 5 wohnte Julia Kaufmann geb. Seligmann Jg. 1873 deportiert 1942 Izbica ermordet                                                                        |                                                          |
| Victoriastraße 26–28 ·                                                | 22. März 2013 | Martha Pless                 | Hier wohnte Martha Pless Geb. Rosenberg Jg. 1887 deportiert 1942 Riga ermordet                                                                                        |                                                          |
| Victoriastraße 26–28 ·                                                | 22. März 2013 | Karl Pless                   | Hier wohnte Karl Pless Jg. 1877 deportiert 1942 Riga ermordet |                                                          |
| Wedauer Straße 118 ·                                                  | 5. Dez. 2008  | Otto Gaudig                  | Hier wohnte Otto Gaudig Jg. 1878 im Widerstand verhaftet 1934 KZ Börgermoor 1943 Zuchthaus erschossen 13.4.1945                                                       |                                                          |
| Wiesenstraße 52 ·                                                     | 24. Mai 2019  | Kurt Bruno Ullrich           | Hier wohnte Kurt Bruno Ullrich Jg. 1898 verhaftet 6.4.1945 Gefängnis Mülheim Auffanglager Phoenix Dortmund-Hörde Erschossen April 1945 Rombergpark                    |                                                          |
| Winkhauser Weg 82 ·                                                   | 2. Apr. 2009  | Fritz Terres                 | Hier wohnte Fritz Terres Jg. 1907 verhaftet 1944 Sachsenhausen tot 10.4.1945                                                                                          |                                                          |
| Wörthstraße 31 ·                                                      | 7. Dez. 2009  | Johann Vier                  | Hier wohnte Johann Vier Jg. 1896 deportiert 1944 Flossenbürg ermordet                                                                                                 |                                                          |
| Zeppelinstraße 26 ·                                                   | 5. März 2008  | Berta Schleimer              | Hier wohnte Berta Schleimer geb. Gross Jg. 1861 deportiert 1942 tot 28.8.1943 in Theresienstadt                                                                       |                                                          |